# Douăzeci de lei (monedă românească)
Douăzeci de lei, cunoscută și ca pol sau carolin a fost o monedă a leului românesc. A fost introdusă în 1870, iar ultima emisiune monetară, 1991-1996, a avut putere circulatorie, de jure, până la 1 iulie 2003.

## Istorie

### Principatul României

#### 20 lei 1868

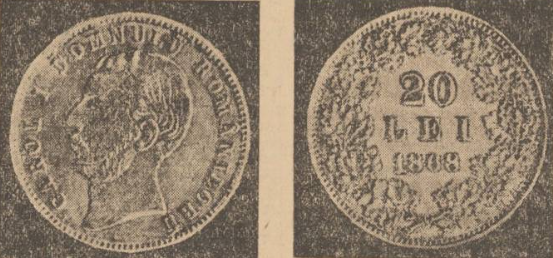
Monedă de 20 de lei din 1868

Conform legii monetare din 1867, emisiunile inițiale trebuiau să includă monede din aur, argint și bronz, dar, din cauza restricțiilor financiare și a relațiilor cu Imperiul Otoman, inițial au fost emise doar monede din bronz.
Astfel, în 1868, sub conducerea ministrului Finanțelor Ion C. Brătianu și cu aprobarea domnitorului Carol I, au fost emise primele probe pentru o monedă din aur de 20 de lei. Aceasta era compusă din 90% aur și 10% cupru, cântărea 6,452 g, avea 21 mm în diametru, avea muchia netedă și a fost gravată de Friedrich Wilhelm Kullrich. Aversul prezenta efigia domnitorului Carol I în jurul căreia se afla inscripția CAROL I DOMNULŬ ROMÂNILORŬ înconjurată de un cerc perlat. Reversul prezenta valoarea nominală, 20 LEI și anul de emitere, 1868, înconjurate de o ghirlandă din ramuri de stejar, în jurul careia se afla un cerc perlat. Rondelele au fost comandate „din țări cu același sistem monetar” ca și România, probabil Franța, iar monedele au fost bătute în Berlin, Confederația Germană de Nord sau, după alte surse, la București, deși Monetăria Statului s-a deschis abia în 1870.
Existența acestei monede, văzută ca o manifestare a suveranității naționale, a atras imediat proteste din partea Imperiului Otoman, marele vizir Ali Pașa reproșând că România a încălcat atât înțelegerea cu Imperiul privind baterea monedelor din metale prețioase din 1866, cât și a Legea pentru înființarea unui nou sistem monetar și pentru fabricarea monedelor naționale din 22 aprilie 1867, lege votată de Parlamentul României. De asemenea, folosirea titulaturii de „Domn al Românilor” a fost criticată de Austro-Ungaria, care o considera ca fiind iredentistă, văzând-o ca o indicație în vederea unei viitoare uniri a românilor din Transilvania și Bucovina, supuși ai Imperiului, cu România, dar și de Imperiului Țarist, al cărui consul a făcut rapoarte defavorabile în care susținea că domnitorul Carol nu poate fi stăpânitorul românilor din Ardeal, respectiv a celor din Basarabia.
Drept urmare, moneda nu a ajuns să fie bătută în variantă de circulație, iar acesteia tirajul acesteia a fost de 100 exemplare sau, după alte surse, 200, dintre care 50 au fost dăruite de Carol I capetelor încoronate ale vremii, ambasadorilor, oamenilor politici ai vremii, precum și apropiaților săi. Conform unei legende, restul de 50 de monede ar fi fost îngropate, într-o capsulă a timpului, la temelia Castelului Peleș.
Datorită rarității și a importanței istorice, aceasta este una dintre cele bine contate monede românești. O astfel de monedă a fost vândută într-o licitație, la 15 august 2024, contra sumei de 450.000$.
Câteva monede de acest fel se aflau prin cele 7 casete cu monede de aur românești, emise în timpul lui Carol I, care făceau parte din Tezaurul României trimis la Moscova în timpul Primului Război Mondial. Conform unui articol din 1931, în timpul unei călătorii în Extremul Orient, în perioada în care era principe moștenitor, regele Carol al II-lea a ajuns la Shanghai, unde a întâlnit un director de bancă român. Acesta i-a arătat mai multe piese de aur românești, provenite din tezaurul României aflat la Moscova. Regele a achiziționat câteva dintre aceste monede, iar printre ele ar fi putut să se afle și o piesă de 20 de lei din 1868.

##### Replica din 2005
La 18 mai 2005, Banca Națională a României a emis o replică în calitate proof a acestei monede, cu același design și specificații, într-un tiraj de 250 de exemplare. Diferențele fată de moneda originală constau într-un R, de la replică, poziționat pe avers, sub efigia lui Carol I, și muchie, care este zimțată.

#### 20 lei 1870

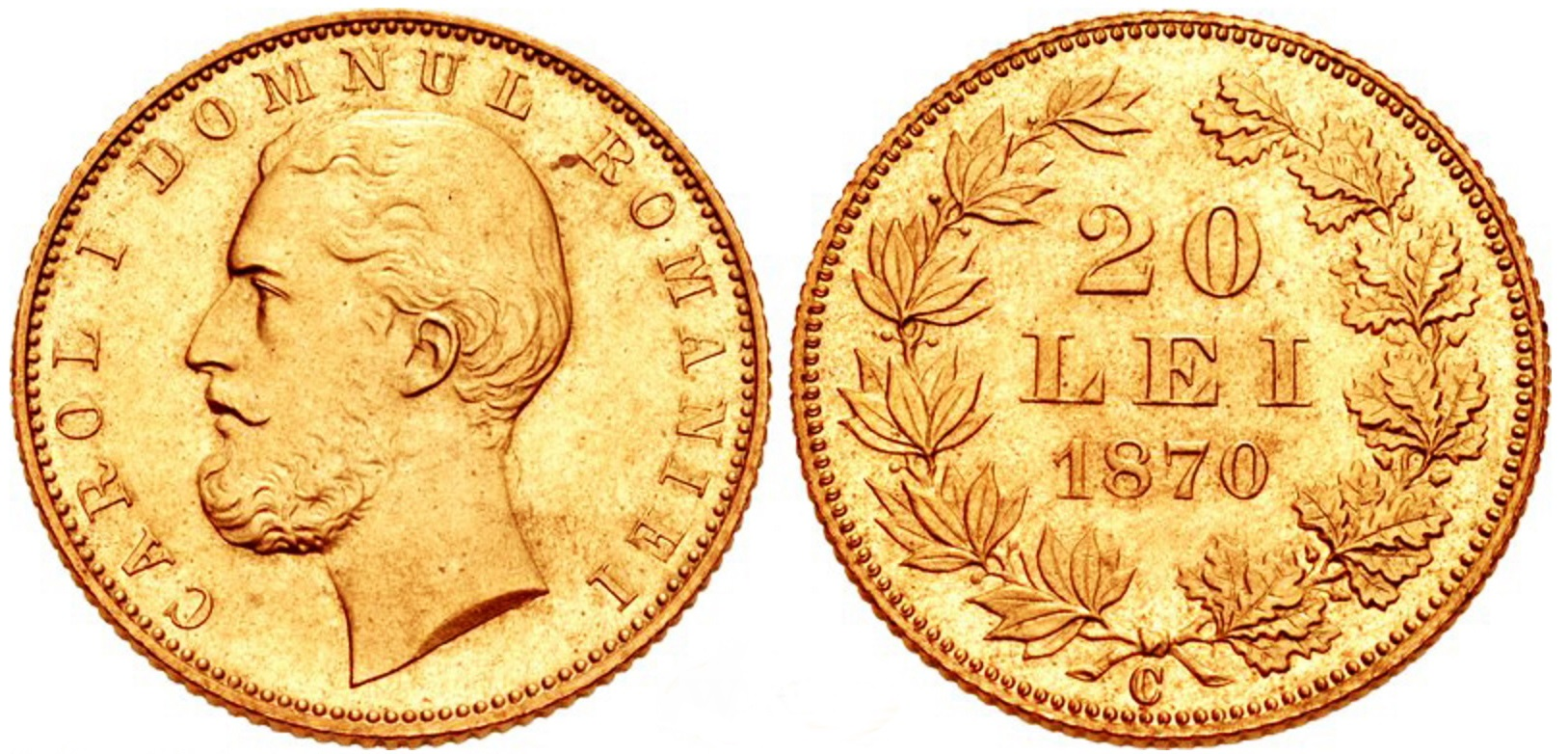
Monedă de 20 de lei din 1870

Caracteristicile primei monede de circulație cu valoare nominală de 20 de lei au rămas la fel cu cele ale polului din 1868, iar muchia era zimțată. Aversul avea un nou portret al lui Carol I al României, îndreptat spre stânga, cu inscripția CAROL I DOMNUL ROMANIEI, înconjurate de un cerc perlat. Reversul, similar altor monede românești ale vremii, prezenta valoarea nominală și anul emiterii între o ghirlandă din laur și stejar, înconjurate de un cerc perlat. Sub ghirlandă, unde se aflau mărcile de monetărie britanice pe monedele emise în 1867, era inițiala „C”, pentru C.J. Cândescu, directorul monetăriei București. Producția monedei de douăzeci de lei a început la 24 februarie 1870 și pe tot parcursul anului au fost bătute un total de 5000 de bucăți.
Producția monedelor a fost sistată după protestele Imperiului Otoman, suzeranul României până la Războiul de independență al României din 1877, privind includerea portretului domnitorului Carol I, gest văzut de către otomani ca un act de suveranitate, aceștia invocând din nou motivele expuse în 1868.

### Regatul României

#### 20 lei 1883, 1890
La 15 iulie 1876, în cadrul unei ședințe a Senatului, articolul 10 din Legea monetară de la 22 aprilie 1867 a fost revizuit pentru a stabili că monedele emise vor avea pe o față stema țării, însoțită de indicația valorii nominale, iar pe cealaltă față efigia Domnitorului și anul emiterii. De asemenea, guvernul a primit autorizația să emită monede de aur în valoare de până la trei milioane de lei, o pătrime din această sumă fiind destinată pieselor de 10 lei, restul fiind alocat pieselor de 20 de lei. În același timp, a fost aprobată emiterea de monede de aramă în valoare totală de 1,5 milioane de lei, dintre care 500.000 de lei erau rezervați pieselor de un ban, iar un milion de lei pieselor de doi bani. În 18 decembrie 1883 legea a fost din nou modificată, astfel încât să se permită baterea a 12 milioane de lei în monede, dintre care 6 milioane în monede de aur cu valoarea nominală de 20 de lei, iar 6 milioane în monede de argint.
Astfel, în 1883, a fost emisă o nouă monedă cu aceleași dimensiuni și compoziție ca cele precedente. Aversul prezenta efigia lui Carol I, în jurul căruia se afla inscripția CAROL I REGELE ROMANILOR și numele gravorului, KULLRICH, sub gât, încojurate de un cerc perlat. Reversul prezenta stema Regatului României, cu anul emiterii împărțit de-o parte și de alta a acesteia. Sub stemă, central, se găsea valorea nominală, 20 LEI, iar în stânga și în dreapta acesteia semnele Monetăriei București, litera B, respectiv spicul de grâu. Tirajul acesteia a fost de 150.000 de exemplare în 1883, 35.290 în 1884 și 196.000 în 1890. Monedele emise în 1884 purtau milesimul 1883.

#### 20 lei 1906
La 19 decembrie 1905 a fost reglementată o lege pentru autorizarea emiterii de monede comemorative pentru a marca jubileul de 40 de ani de domnie a regelui Carol I, iar monedele au fost introduse în circulație la data de 10 mai 1906.
Printre monedele comemorative se număra și o piesă de 20 de lei, emisă în 15.000 de exemplare, cu aceleași specificații ca emisiunile anterioare. Aversul prezenta un portret al regelui, din 1906, cu inscripția CAROL I REGE AL ROMANIEI ⋆ 1866-1906 ⋆ înconjurându-l. Sub portret se aflau inițialele AM pentru Alphonse Michaux, gravorul șef al monetăriei din Bruxelles. Reversul prezenta un portret din 1866 al lui Carol I cu inscripția CAROL I DOMNUL ROMANIEI ⋆ 20 LEI ⋆ înconjurându-l. Sub portret se afla marca gravorului, A. MICHAUX.

#### 20 lei 1922

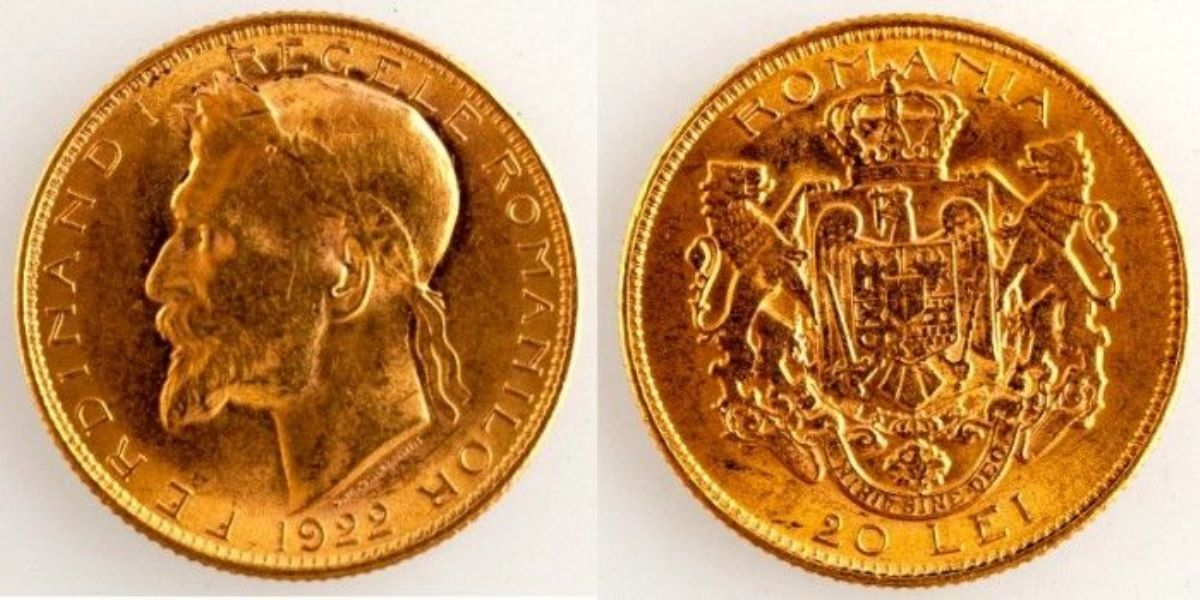
20 lei 1922

Pentru a comemora 5 ani de la încoronarea de la Alba Iulia din 15/28 octombrie 1922 a regelui Ferdinand I și reginei Maria, Adunarea Deputaților și Senatul, la 24 mai 1927, au votat și adoptat proiectul de lege pentru baterea monedelor de aur cu valori nominale de 20, 25, 50 și 100 de lei, pentru o sumă totală de 18.000.000 de lei aur. Ulterior, la data de 4 iunie 1927, legea a fost sancționată de regele Ferdinand, și a fost promulgată sub titlul oficial: Lege pentru baterea monedelor de aur.
Legea prevedea ca moneda de aur să fie realizată în 300.000 de exemplare la Royal Mint London, materialul urmând a fi furnizat din lingourile aflate în tezaurul Bancii Naționale a României. Specificațiile prevedeau o compoziție de 90% aur și 10% cupru, o greutate de 6,5416 grame, un diametru de 21 mm și muchia zimțată. Aversul urma să prezinte efigia regelui Ferdinand I cu inscripția FERDINAND I REGE AL ROMANILOR, iar reversul stema mijlocie a Regatului României, cu inscripțiile ROMANIA, 20 LEI și 1922. Baterea trebuia să fie conformă unor modele originale aprobate de Ministerul Finanțelor, iar după terminarea baterii modelele originale urmau a fi predate Ministerului, iar matrițele trebuiau distruse.
La 20 iulie 1927 regele a murit, iar monedele au fost emise postum, în 1928, conform prevederilor legii din 1927.
Aversul prezenta efigia laureată a regelui Ferdinand I, orientată către stânga, cu inscripția circulară FERDINAND I REGE AL ROMANILOR 1922 și  P.M.DAMMANN sub efigie, numele gravorului, Paul-Marcel Dammann, înconjurate de un cerc perlat, iar reversul stema mijlocie a Regatului României, cu inscripțiile ROMANIA în partea superioară, și 20 LEI în cea inferioară, înconjurate de un cerc perlat.

Monedele au fost recepționate de Banca Națională la sfârșitul lunii septembrie 1928 și nu au fost destinate circulației, pentru a se evita acapararea și specularea acestora și au fost rezervate, inițial, unui număr limitat de persoane: marii demnitari ai țării și colecționarii, în schimbul unei valori echivalente în aur, constând în monede românești, din seriile vechi, sau străine. Această decizie a fost criticată pentru că putea, paradoxal, să provoace exact efectul pe care autoritățile încercau să-l evite: acapararea și specularea lor. Totuși, acestea au putut fi obținute de doritori în schimbul unei valori echivalente în monede din aur ce se aflau pe atunci în circulație, precum napoleoni, mărci germane, lire turcești sau sterline etc.
Un alt argument pentru care acestea nu puteau fi puse în circulație este faptul că valoarea materialului depășea valoarea nominală, un kilogram de aur fiind cotat în iunie 1928 la 108.679 lei.

##### Replica din 2008
La data de 28 noiembrie 2008, cu prilejul aniversării a 90 de ani de la Marea Unire, Banca Națională a României a emis o replică în calitate proof după aceasta monedă, cu aceleași specificații și design, într-un tiraj de 500 de bucăți. Diferența între cele două monede era că pe moneda din 2008, lângă gât, în stânga, era prezentă litera R, de la replică.

#### 20 lei 1930 (Mihai I)
La 7 februarie 1929, în numărul 30 al Monitorului Oficial, a fost publicată noua Lege monetară unde, la articolul 5, era menționat faptul că „guvernul este autorizat să emită monete divizionare de 1, 2, 5, 10, 20 lei făcute din aliaj de aluminium sau nikel”. Astfel, la 1 august 1929, a  fost promulgată Legea pentru comandă de monedă metalică divizionară de 20 și 5 lei în valoare totală de 1.300.000.000 lei. Monedele au fost comandate din Anglia, iar primul transport a sosit în țară, cu un vapor, la 1 martie 1930 în Portul Constanța. Acestea au fost puse în circulație la 15 martie 1930 pentru a înlocui, treptat, vechile bancnote de 5 și 20 de lei care au avut putere circulatorie până la 1 septembrie 1930. Preschimbarea acestora nu s-a petrecut fără incidente, fiind relatate cazuri de refuz a primirii vechilor bancnote și chiar de percepere a unei taxe pentru înlocuirea acestora.
Noua monedă de 20 de lei era realizată din 79% cupru, 20% zinc 20% și 1% nichel, avea un diametru de 27 mm, o greutate de 7,5 g, iar muchia zimțată. Aversul prezenta portretul regelui, copil, înconjurat de inscripția circulară MIHAI ⋄ I ⋄ REGELE ⋄ ROMANIEI ⋄⋄⋄ 1930 ⋄⋄⋄, totul înconjurat de un cerc perlat. Reversul prezenta un grup format dintr-o femeie și trei fete în costume naționale, simbolizând Marea Unire din 1918. Femeia reprezenta Vechiul Regat care își întâmpina fiicele: Basarabia, Bucovina și Transilvania. Valoarea nominală, 20 LEI, era împărțită de-o parte și de alta a alegoriei, în partea inferioară se găsea, în dreapta, inscripția BASSARAB, reprezentând numele gravorului, totul înconjurat de un cerc perlat. Conform mai multor surse, gravorul reversului a fost un anume Costache Bassarab. Totuși, un articol din numărul 386 al ziarului Minerva, din 12 ianuarie 1910, menționează că reversul monedei de 2 lei din 1910 a fost realizat de pictorul Ludovic Bassarab, cunoscut și pentru proiectarea de timbre sau bancnote. Moneda de 20 lei din 1930 prezintă o semnătură identică cu cea de pe moneda din 1910, ceea ce ar putea indica o legătură între cele două emisiuni.
Monedele au fost bătute la trei monetării diferite, Royal Mint London, Heaton și King's Norton, iar în funcție de asta prezintau, sau nu, un semn de monetărie poziționat în partea inferioară, deasupra cercului perlat: litera H pentru Heaton, respectiv KN pentru King's Norton și niciun semn de monetărie pentru cele de la Londra. Tirajul total a fost de 50 de milioane de exemplare, dintre care 40 de milioane au fost bătute la Londra și câte 5 milioane la Heaton, respectiv King's Norton. Moneda a fost cunoscută popular sub numele de Hora, datorită alegoriei de pe avers, scena fiind denumiă astfel inclusiv îtr-un comunicat guvernamental. După ce regele Carol al II-lea a fost restaurat pe tron, la 8 iunie 1930, iar guvernul a anunțat în aceeași lună baterea unor noi monede cu efigia noului rege, Banca Națională nu mai elibera pe piață monedele de 20 de lei cu efigia voievodului Mihai și le oprea pe cele care ajungeau în casă, folosind doar bancnote pentru aceasta valoare nominală, dar a continuat să își păstreze puterea circulatorie, în continuare, inclusiv după emiterea noilor monede de 10 și 20 de lei, cu efigia regelui Carol, la 15 iulie 1931, circulând în paralel cu acestea. În 1932, Ministerul Finanțelor a anunțat în Monitorul Oficial că de la 15 decembrie monedele de 20 de lei cu efigia voievodului Mihai vor fi retrase și înlocuite cu noi monede din argint cu valoarea nominală de 100 de lei, iar monedele urmau să aibă putere circulatorie până la 1 martie 1933. Termenul a fost extins, ulterior, până la 1 aprilie 1933, apoi până la 1 mai 1933, termen final.

#### 20 lei 1930 (Carol al II-lea)

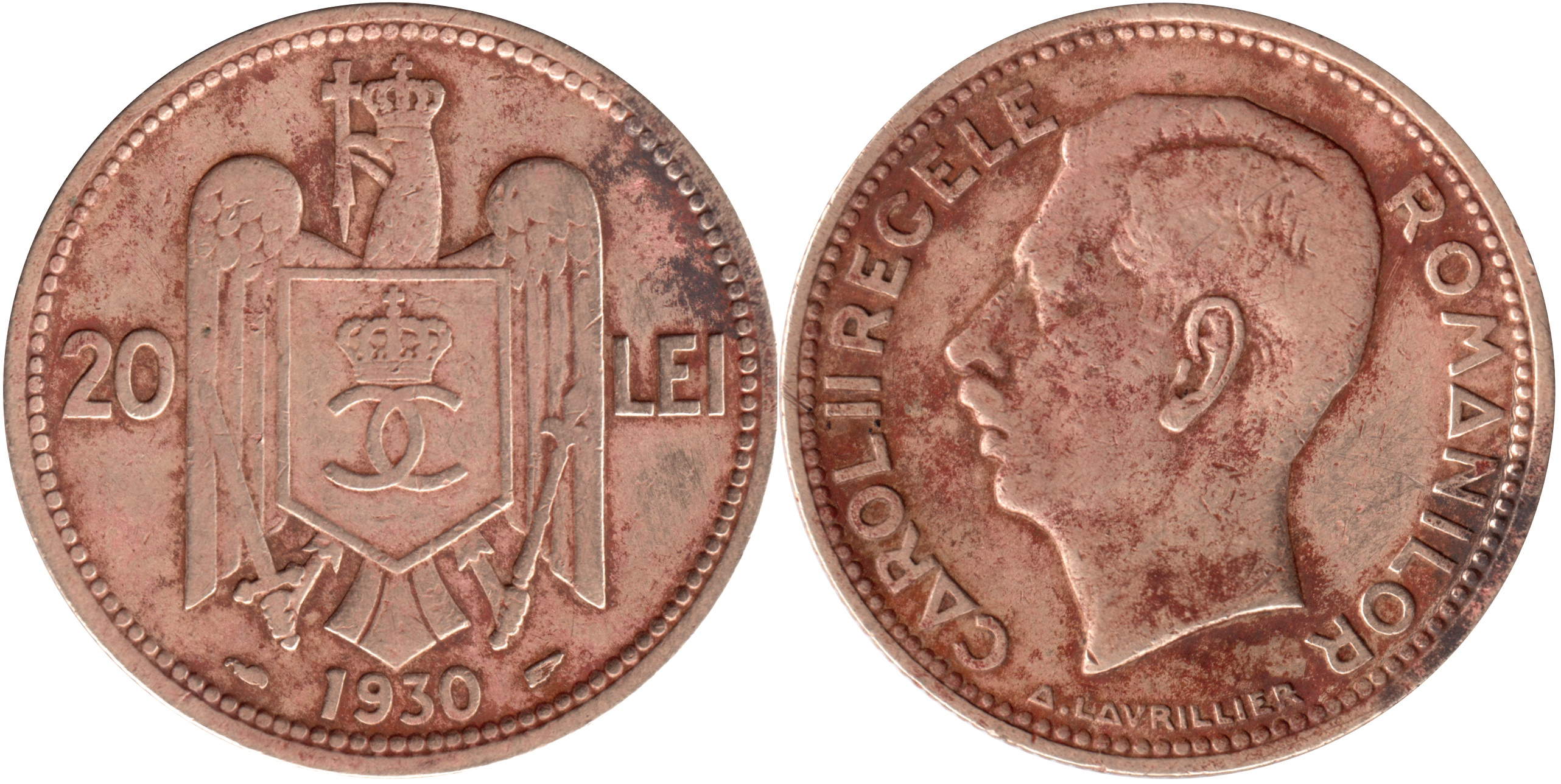
Moneda de 20 de lei din 1930

După restaurarea pe tron a lui Carol al II-lea, la 8 iunie 1930, acesta a sancționat, la 24 iunie 1930, Legea pentru comanda de monedă metalică divizionară de 10 și 20 lei în valoare totală de 1.300.000.000 lei. După ce legea a fost votată la 30 mai de către Adunarea deputaților și la 3 iunie de Senat. Comanda includea producerea a 60.000.000 de piese de 10 lei, evaluată la 600.000.000 de lei, și 35.000.000 de piese de 20 de lei, evaluată la 700.000.000 de lei.
Conform articolului 2 al legii, producția monedelor urma să fie împărțită în mod egal între Monetăria Statului Britanic și Monetăria Franceză, respectând specificațiile din caietul de sarcini anexat actului normativ. Costurile de producție stabilite erau de 25 șilingi pentru 1.000 de monede de 20 de lei și 18 șilingi și 6 pence pentru 1.000 de monede de 10 lei. Finanțarea acestei comenzi urma să fie acoperită din retragerea din circulație a unor bilete emise de Banca Națională a României, care urmau să fie înlocuite de noile monede metalice. Conform caietului de sarcini, matrițele principale (master punches) au fost realizate de Monetăria Statului Britanic și Monetăria Franceză, iar după finalizarea comenzii, acestea au fost returnate delegaților Ministerului Finanțelor, în timp ce matrițele secundare (master dies) utilizate în ateliere au fost distruse sub supraveghere, conform unui proces-verbal oficial.
Noua monedă de 20 de lei avea aceleași caracteristici și specificații ca moneda emisă sub Mihai I, inclusiv muchia zimțată. Aversul prezenta efigia regelui Carol al II-lea orientată către stânga și inscripția CAROL II REGELE ROMANILOR înconjurate de un cerc perlat. Deasupra cercului perlat se găsea numele gravorului, A. LAVRILLIER, de la André-Henri Lavrillier. Reversul prezenta acvila de pe stema Regatului României cu monograma încoronată a lui Carol al II-lea pe scutul dintre aripile protectoare ale acesteia și valoarea nominală, 20 LEI, împărțită de o parte și de alta a aripilor. Sub acvilă se găsea anul de emitere, 1930.
Monedele au fost bătute la patru monetării diferite: Paris, Londra, Heaton și King's Norton. Astfel monedele prezintă, sau nu, semne de monetărie, lângă anul emiterii: cornul abundenței în stânga anului și o aripă în dreapta pentru cele bătute la Paris, aripa reprezentând emblema gravorului șef al monetăriei pariziene, Lucien Bazor, H sau KN în dreapta anului pentru cele de la Heaton, respectiv King's Norton, și niciun semn de monetărie pentru cele de la Royal Mint din Londra. Tot în funcție de monetărie monedele prezintă un număr diferit de zimți pe muchie, astfel cele de la Paris prezintă 131 zimți, 137 pentru cele de la Heaton și King's Norton și 113 pentru cele de la Londra.
Tirajul a fost de 17.500.000 de piese bătute la Paris, 6.750.000 la Londra și câte 7.750.000 la Heaton, respectiv King's Norton.
Monedele au fost introduse în circulație la 15 iulie 1931 și au fost demonetizate prin Decretul lege pentru retragerea din circulație a monetelor de 10 și 20 lei din metal galben și baterea unei noi monete de zinc de 20 lei din 22 septembrie 1942. Astfel, termenul pentru retragerea din circulație a monedelor de 20 lei, împreuna cu cele de 10, a fost de 31 ianuarie 1943. Ulterior, Ministerul Finanțelor a prelungit puterea circulatorie a acestor monede de două ori, deoarece doar o parte din masa monetară fusese retrasă, întâi până la 31 iulie 1943, apoi până la 20 august 1943, cand acestea au ieșit definitiv din circulație, fiind acceptate până la 30 septembrie doar pentru plata impozitelor.

#### 20 lei 1939
În 1939, cu ocazia aniversării a 100 de ani de la nașterea regelui Carol I, au fost emise patru monede jubilare din aur, dintre care două aveau valoarea nominală de 20 de lei, una de 100 lei și un galben mare, fără valoare nominală. Astfel, la 3 iunie 1939, Carol al II-lea a decretat Legea pentru baterea monedelor de aur. Monedele au fost realizate la Monetăria Națională, sub coordonarea Ministerului de Finanțe, utilizând aur furnizat de Banca Națională a României.
Monedele au fost fabricate dintr-un aliaj din 90% aur și 10% cupru, respectând o toleranță de ±2‰. Marginea era zimțată și perfect cilindrică, iar tehnica de batere a fost medalistică. Monedele jubilare de 20 lei aveau o greutate de 6,5 grame și au fost emise în două variante de design:
Primul model prezenta pe avers efigia în profil a regelui Carol al II-lea, orientată spre dreapta, cu detalii gravate fin, precum firele de păr. Sub efigie era inscripționat numele gravorului, E. W. BECKER, iar textul CAROL II REGELE ROMÂNILOR era gravat circular, pe marginea monedei. Reversul prezenta un vultur cu aripile desfăcute ținând o cruce în cioc și stema heraldică a României în ghiare. În partea superioară a monedei era valoarea nominală, 20 LEI, iar în partea inferioară, ROMÂNIA. Anul de emitere era indicat prin cifrele 19 și 39 plasate în stânga și dreapta vulturului. Tirajul a fost de 300 de exemplare.
Al doilea model avea aversul identic cu al celeilalte monede. Reversul prezenta scutul cu stema României, având deasupra coroana regală. Inscripția ROMÂNIA era plasată în partea de jos, iar valoarea nominală, 20 LEI în partea de sus. In stânga scutului este o ramură de lauri, iar în dreapta una de stejar, înconjurate de o panglică ce trecea pe deasupra coroanei regale, și pe care stătea scris deviza NIHIL SINE DEO. Anul de emitere era indicat prin cifrele 19 și 39 plasate în stânga și dreapta ramurilor. Tirajul a fost de 300 de exemplare.
Monedele erau supuse dispozițiilor legii privitoare la controlul circulației metalelor prețioase, iar valoarea aurului din care erau fabricate depășea valoarea nominală, astfel că aceste monede nu au fost destinate circulației. Un kilogram de aur era cotat în mai 1939 la 158.333,33 de lei.

#### 20 lei 1940
În 1940, cu ocazia aniversării a 10 de ani de la începutul domniei lui Carol al II-lea, au fost emise patru monede jubilare din aur, cu aceleași valori nominale și specificații ca emisiunea din 1939. Astfel, la 31 mai 1940, Carol al II-lea a promulgat Decretul-lege pentru baterea de monede jubiliare de aur.
Monedele de 20 de lei au fost emise, ca în 1939, în două variante de design:
Tipul I avea pe avers efigia regelui Carol al II-lea în profil, în jurul căreia se găsea inscripția CAROL II REGELE ROMANILOR, înconjurate de o coroană de spini împletită în două, formând bucle cu câte trei spini în interior și doi în afară. Reversul prezenta, în mijloc, cifrul regal al lui Carol al II-lea, în jurul căruia se află inscripția 8 IUNIE 1930 — 8 IUNIE 1940. Cifrul și inscripția se aflau în interiorul unei coroane jumătate de lauri și jumătate de stejar, cu o deschidere în partea de jos a reversului, pe care se aflau, la distanțe egale între ele, cele 6 scuturi ale ținuturilor ce intrau în compoziția stemei heraldice a țării. In spațiul dintre cele două brațe ale coroanei era scrisă valoarea nominală a monedei 20 LEI. Sub aceasta se găseau numele gravorilor care au conceput și executat machetele monedei: A. MURNU și H. IONESCU.
Tipul II avea pe avers efigia lui Carol al II-lea în profil privind spre dreapta. Deasupra efigiei se găsea inscripția CAROL II, iar dedesubt REGELE ROMANILOR. In dreapta efigiei se afla o ramură de stejar, iar în stânga una de lauri. Sub efigie era scris numele artistului E. W. BECKER. Reversul prezenta în mijloc coroana regală, susținută de cifrul regal al lui Carol al II-lea, care împrăștia în jur raze de lumină, reprezentate prin linii drepte concentrice, ale căror extremități exterioare izbeau în coroana de spini împletită în două, care înconjura coroana regală. In cele patru puncte cardinale ale coroanei de spini se afla câte o floare cu cinci petale. In inferioară, pe o panglică înfășurată în două peste coroana de spini, era plasată deviza NIHIL SINE DEO. În partea superioară era inscripția circulară ROMANIA. La mijloc, orizontal, în stânga era anul 1930, în dreapta 1940, iar jos în stânga și dreapta, circular, data de 8 IUNIE. In inferioară a monedei, sub panglică, este valoarea nominală 20 LEI.
La fel ca emisiunea jubiliară precedentă, monedele erau supuse dispozițiilor legii privitoare la controlul circulației metalelor prețioase, iar valoarea aurului din care erau fabricate depășea valoarea nominală, astfel că aceste monede nu au fost destinate circulației. Un kilogram de aur era cotat în mai 1940 la 229.999,99 de lei. Tirajul a fost de 500 de bucăți pentru fiecare tip.

#### 20 lei 1942-1944

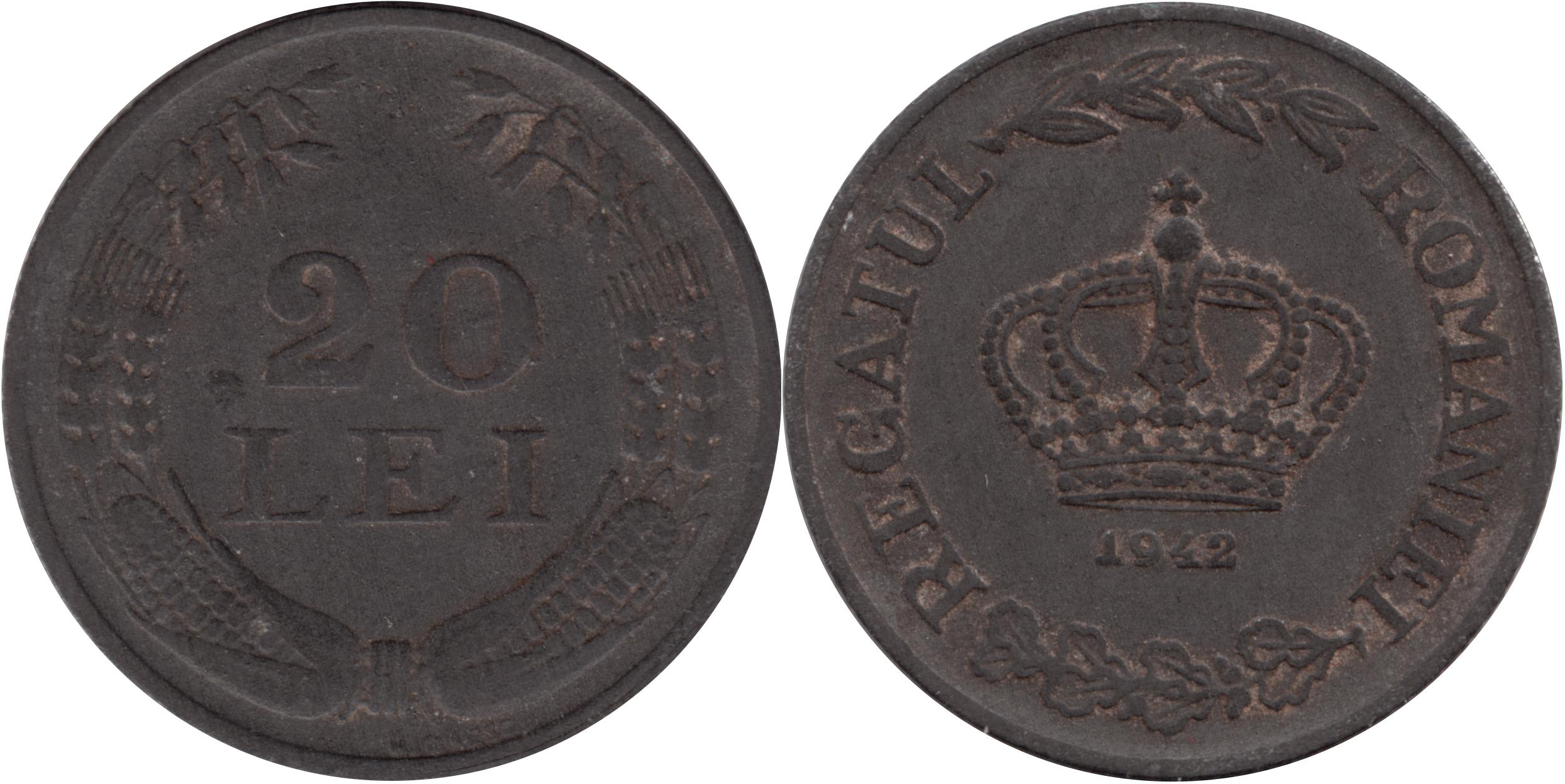
Monedă de 20 de lei din 1942

Moneda a fost reglementată prin Decretul-lege pentru retragerea din circulație a monedelor de 10 și 20 lei din metal galben și baterea unei noi monede de zinc de 20 lei din la 22 septembrie 1942 și pusă în circulație la 15 septembrie 1942.
Aceasta era realizată dintr-un aliaj cu un conținut de zinc de 99%, cu o toleranță de ±0,5%. Avea un diametru de 26 mm, cu o abatere permisă de ±0,05 mm, și o greutate de 6 g, cu o toleranță de ±0,24 grame. Pe avers, era reprezentată coroana regală, încadrată de o ramură de laur deasupra și una de stejar dedesubt. Sub coroană era inscripționat anul emiterii cu cifre de 1,5 mm înălțime. Pe marginea monedei, de o parte și de alta a coroanei, apărea textul REGATUL ROMÂNIEI, scris cu majuscule de 2,3 mm. Reversul prezenta valoarea nominală, unde cifra 20, avea o înălțime de 5 mm, sub care era plasat cuvântul LEI, scris cu majuscule de 3,2 mm. Întreg ansamblul era încadrat de o ghirlandă formată din doi știuleți de porumb uniți printr-un inel, continuată cu spice de grâu și de ovăz. Sub cunună, pe margine, era gravat numele gravorului, H. IONESCU. Muchia monedei era zimțată.
Rondelele din zinc proveneau din Germania, iar moneda a fost bătută la Monetăria din București. Tirajul acesteia a fost de 44 de milioane de exemplare în 1942, 25.783.000 în 1943 și 5.034.000 în 1944. Monedele de 20 de lei, împreună cu cele de 1 leu 1938-1941, 2 lei 1941, 5 lei 1942, 100 lei 1943-1944, precum și bancnotele de 20 lei și 100 lei 1945 au fost retrase din circulație începând cu data de 25 iunie 1947. Puterea circulatorie a acestor monede și bancnote a încetat la data de 15 iulie 1947.

#### Medalia comemorativă „Ardealul nostru”

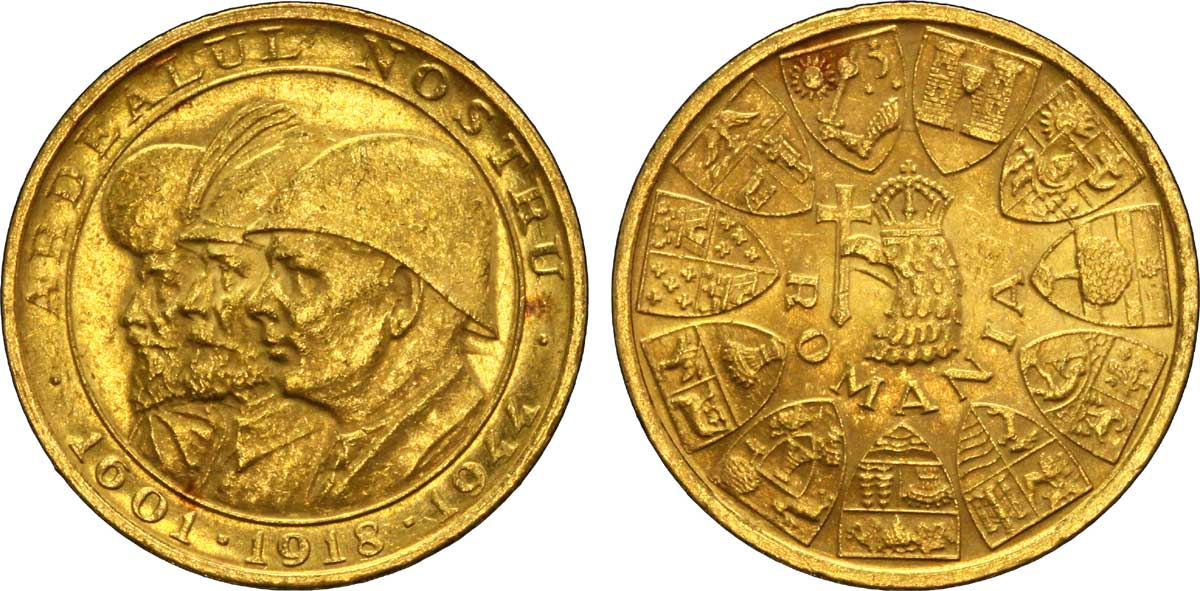
Medalia comemorativă „Ardealul Nostru”

Medalia comemorativă „Ardealul nostru”, emisă în prin Legea nr. 656 pentru autorizarea emiterii unor medalii comemorative din aur din 22 decembrie 1944, prezenta aproape toate caracteristicile întâlnite la monedele de aur românești cu valoare nominală de 20 de lei, emise în secolul al XIX-lea și al XX-lea. Cu toate că în raportul ministrului finanțelor către rege era menționat că „pentru a se da acestei medalii o valoare internațională, conținutul în aur, dimensiunea și greutatea ei au fost stabilite, astfel încât să fie identice cu ale monedei franceze de aur de 20 franci, denumită napoleon”, în lege a fost specificat faptul că medalia va avea o greutate de 6,55 grame, cu o toleranță de ±2‰. Textul legii precizează în mod clar că piesa este o medalie și nu o monedă, eliminând orice posibilitate de interpretare în acest sens.

### Republica Populară Română

#### 20 lei 1951
După reforma monetară din 15 august 1947, deși articolul V al Decretului regal nr. 1689, publicat în Monitorul Oficial nr. 186 din aceeași zi, prevedea baterea unei monede metalice cu valoarea nominală de 20 lei, în mod provizoriu au fost puse în circulație bancnote cu aceeași valoare, care urmau să fie retrase și înlocuite ulterior, odată cu emiterea monedelor metalice. Moneda de 20 de lei a fost reintrodusă în 1951, în timpul regimului comunist, și a circulat în paralel cu cele două bancnote de 20 de lei aflate în circulație la acea vreme. Acele bancnote au fost retrase treptat, până la data de 31 decembrie 1951, când urmau să își piardă puterea circulatorie. Totuși, Ministerul Finanțelor a revenit asupra acestei decizii și a păstrat bancnotele în circulație și după această dată.
Moneda a fost introdusă la 1 mai 1951 prin Hotărîrea nr. 377 pentru autorizarea baterii și punerii în circulație a unei monete metalice divizionare de 20 lei din aluminium din 18 aprilie 1951. Aceasta era fabricată din aluminiu cu un conținut maxim de 1,5% impurități, avea o greutate de 2,1 grame, cu o abatere permisă de ±0,1 grame și un diametru de 26 mm, cu o toleranță de ±0,05 mm. Pe avers era prezentat un muncitor fierar în profil spre dreapta, lucrând la o nicovală. În fundal era reprezentată o uzină cu trei coșuri fumegând. Valoarea nominală era împărțită de-o parte și de cealaltă, cu cifra 20 în partea stângă și nominalul LEI în cea dreaptă. Sub scena industrială, în partea dreaptă, era inscripționat numele gravorului, H. IONESCU. Reversul prezenta stema Republicii Populare Române înconjurată de inscripția REPUBLICA POPULARA ROMANA ▪ ▪ 1951 ▪ ▪. Muchia monedei era netedă.
După Reforma bănească din 26 ianuarie 1952, moneda și-a pierdut puterea circulatorie la 28 ianuarie 1952 și a putut fi preschimbată până la 31 ianuarie 1952.

### După 1989

#### 20 lei 1991-1996

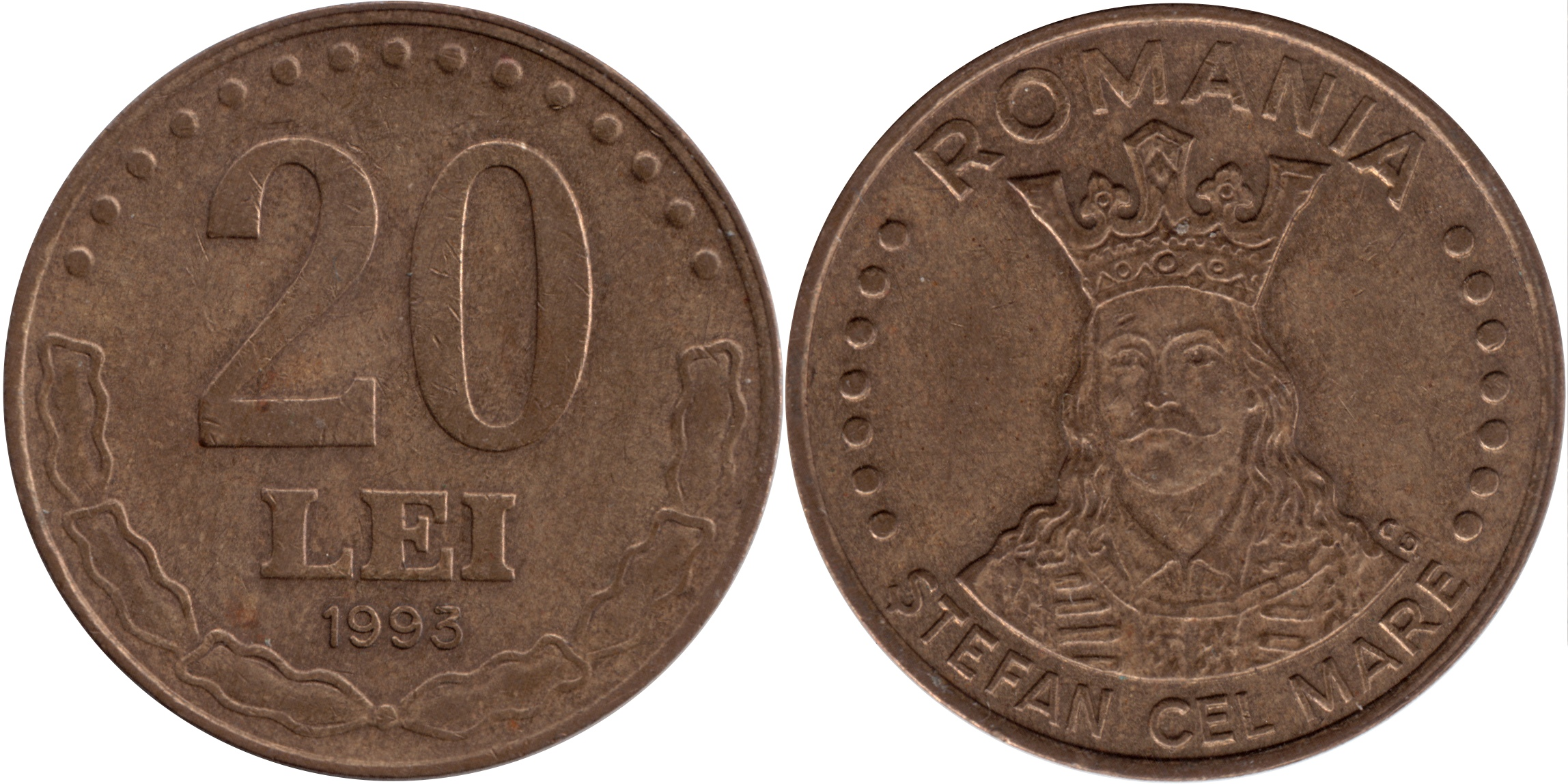
Monedă de 20 de lei din 1993

Valoarea nominală a revenit după Revoluția Română din 1989. La 9 septembrie 1991, o monedă de 20 de lei a fost introdusă în circulație alături de una de 50 de lei și o bancnotă de 1.000 de lei. Moneda era realizată din oțel placat cu alamă, avea o greutate de 5 grame ± 0,05 grame, diametrul de 24 mm ± 0,05 mm și grosimea de 1,6 mm ± 0,1 mm. Aversul prezenta, în centru, efigia domnitorului Ștefan cel Mare înconjurată inscripțiile circulare ROMANIA, în partea superioară și STEFAN CEL MARE în cea inferioară; între cele două inscripții se aflau două grupuri a câte 7 perle. În dreapta, desupra umărului, se găseau inițialele gravorului, C D., de la Constantin Dumitrescu. Reversul prezenta, în centru, valoarea nominală, 20 LEI, și anul emisiunii dedesubt, înconjurate, în partea inferioară, de două ramuri a câte trei frunze de stejar, în stânga și în dreapta, și un grup de cincisprezece perle dispuse circular, în partea superioară. Muchia acesteia era netedă. Moneda a avut un tiraj de 43.200.000 de exemplare în 1991, 48 de milioane în 1992, 33.800.000 în 1993, 5 milioane în 1994, 8 milioane în 1995 și 500 de mii în 1996. Ulterior, a mai fost emisă în seturi de monetărie, la calitate proof, în 2000, cu un tiraj de 4.500 de bucăți, 2002 cu 1.500 de bucăți și 2003 cu 2000 de bucăți.
Moneda a avut putere circulatorie, de jure, până la 1 iulie 2003, când a fost scoasă din uz, și a putut fi schimbată, ulterior, la sucursalele Băncii Naționale Române până la 30 iunie 2004.
După redenominarea din 2005 valoarea nominală nu a mai fost emisă până în 2021, când a fost reintrodusă sub formă de bancnotă.